# سويد بن نصر
سويد بن نصر (توفي 240 هـ) هو أبو الفضل سويد بن نصر المروزي، حدث عن طائفة من العلماء منهم : ابن المبارك وأكثر الرواية عنه، وسفيان بن عيينة، ونوح بن أبي مريم وغيرهم، حدث عنه مجموعة من كبار رواة الحديث وهم : الترمذي، والنسائي، والحسين بن إدريس الهروي، والحسن بن الطيب البلخي وآخرين، وثقه النسائي كثيرا في سننه سنن النسائي، توفي سنة أربعين ومائتين في بلدة مرو.